# Биоконсерватизм
Биоконсерватизм — социальная, политическая и моральная позиция, которая призывает к регулированию и отказу от биотехнологий, которые биоконсерваторы считают опасными, бесчеловечными или аморальными. Общие цели регулирования включают генетическую модификацию (генную инженерию) сельскохозяйственных культур и животных (включая человека), предимплантационную генетическую диагностику, терапевтическое и репродуктивное клонирование, стволовые клетки и улучшение человека, включая радикальное продление жизни и когнитивную модификацию. Биоконсерватизм иногда рассматривается как «третье измерение» политической ориентации наряду с более общепринятыми аспектами социально-экономического либерализма / консерватизма.
Особенно необычным для биоконсерватизма является происхождение из двух групп, в иных случаях расходящихся во мнениях практически обо всём: религиозных консерваторов и либеральных защитников окружающей среды. Среди религиозных консерваторов биоконсерватизм лучше всего прелставлен Советом по биоэтике при президенте Буше и его основателем Леоном Кассом. На протяжении всего существования Президентский совет по биоэтике Буша публиковал статьи и книги, выступающие против применения новых биотехнологий, таких как стволовые клетки, клонирование, продление жизни и улучшение состояния человека. Самая известная либеральная группа биоконсерваторов в области защиты окружающей среды — Центр генетики и общества, расположенный в Окленде, штат Калифорния. Президентский совет по биоэтике и Центр генетики и общества были основаны в 2001 году в ответ на новые разработки в области биотехнологий. Эти группы утверждают, что новые технологии бесчеловечны, вредны и в некоторых случаях нарушают человеческое достоинство и смысл жизни.
Контрастный взгляд на биоконсерватизм — технопрогрессизм или трансгуманизм. Трансгуманисты и технопрогрессивные группы, такие как Институт этики и новых технологий, в первую очередь онлайн-организация, утверждают, что новые биотехнологии следует применять с осторожностью. Они сравнивают современный биоконсерватизм с историческим дискомфортом по поводу вскрытия трупов, вакцинации, донорства крови, экстракорпорального оплодотворения и использования контрацепции. По мнению этих групп, новые биотехнологии будут приняты независимо от того, объявлены они вне закона в отдельных юрисдикциях или нет, поэтому имеет смысл подготовиться к их внедрению, тщательно продумав этику.